# Klášter Beaulieu-lès-Loches
Klášter Beaulieu-lès-Loches (francouzsky  Abbaye de la Sainte Trinité de Beaulieu-lès-Loches) je benediktinské opatství v obci Beaulieu-lès-Loches u města Loches ve francouzském departementu Indre-et-Loire.
Klášter zasvěcený sv. Trojici založil na důkaz pokání za vraždu Huga z Beauvais hrabě Fulko Nerra, aby se mniši mohli dnem i nocí modlit za spásu jeho duše a dal mu mnohá privilegia. Konventní kostel byl vysvěcen papežským legátem roku 1007 a téhož večera podle kronikáře Rodulfa Glabera bouře smetla jeho střechu. Roku 1040 zde byl pohřben sám fundátor a jeho syn Geoffroy Martel klášter rozšířil. Okolo vyrostla ves. Během stoleté války opatství utrpělo velké škody, v letech 1359 a 1412 vyhořelo a během 15. století bylo částečně obnoveno. Další újma jej postihla během hugenotských válek v 16. století a v 18. století došlo ke zřícení zvonice.
Roku 1662 opatství přijalo reformu sv. Maura a k jeho zrušení došlo za francouzské revoluce roku 1790. Klášterní kostel sv. Petra a Pavla byl přeměněn na farní a roku 1862 byl zařazen mezi historické památky. Ve 20. století byl rekonstruován.